# Landtag (Autriche)
Pour les articles homonymes, voir Landtag.

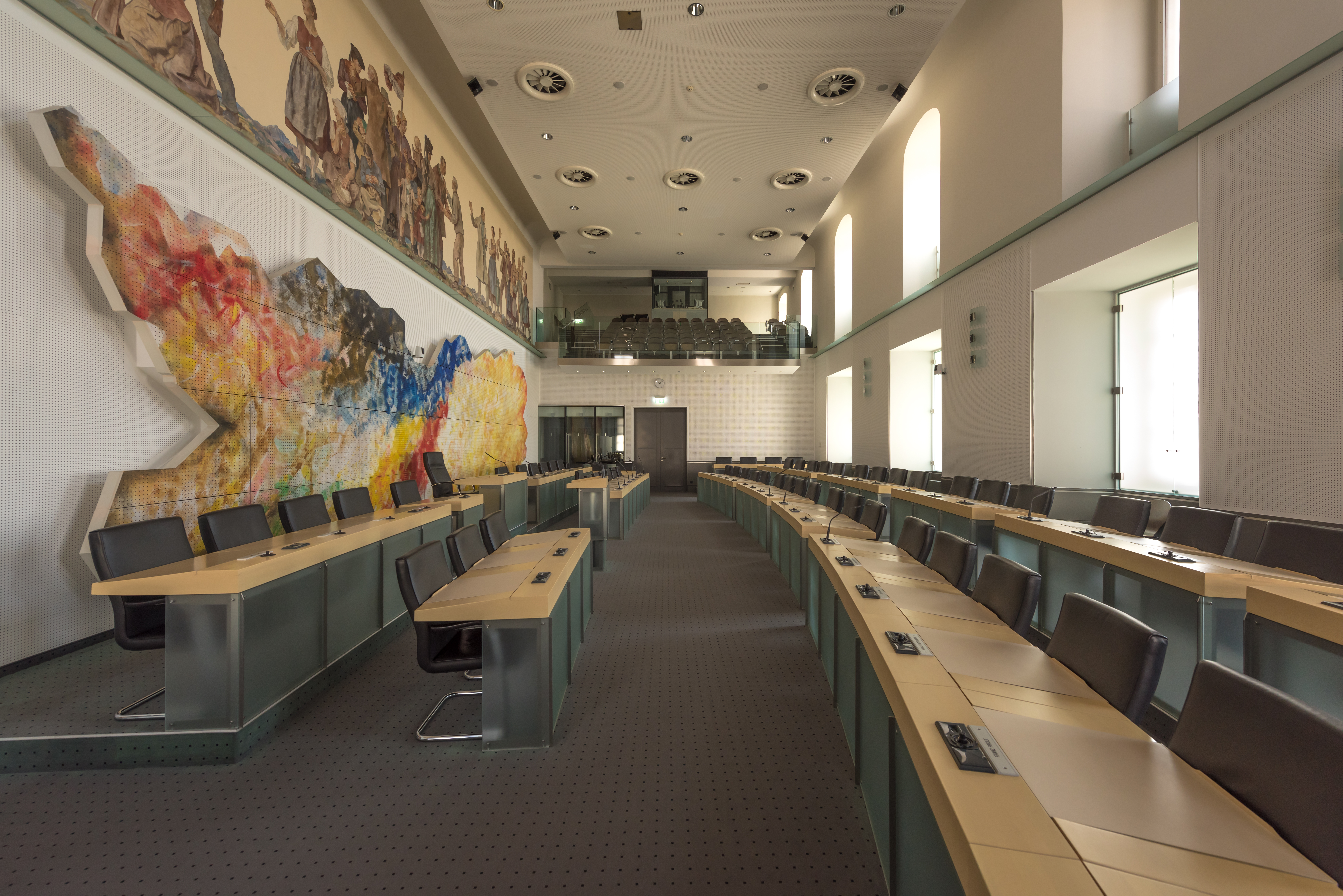
L'hémicycle du Landtag de Carinthie.

En Autriche, un Landtag (pluriel : Landtage) désigne l'assemblée parlementaire unicamérale d'un État fédéré (Land). Les députés y sont périodiquement élus au suffrage universel direct en représentation proportionnelle des citoyens votant qui résident dans l'État concerné. Chaque Landtag élit le gouvernement de l'État présidé par le Landeshauptmann, souvent issu du groupe le plus nombreux. 
Conformément à la Constitution fédérale de l'Autriche, les Landtage sont autorisés à légiférer dans tous les domaines qui ne sont pas explicitement attribués à l'État fédéral. Le mandat du Landtag est de six ans en Haute-Autriche et de cinq ans dans tous les autres États.

## Compétences
Conformément à l'article 15 (1) de la loi constitutionnelle fédérale (Bundes-Verfassungsgesetz), les pouvoirs législatifs des Länder sont ceux qui ne sont pas explicitement attribués au niveau fédéral dans la Constitution fédérale. Dans la pratique, les questions les plus importantes traitées par le Landtag sont les lois de construction, la protection des enfants et des jeunes, la protection de la nature et de l'environnement, la chasse, la pêche, l'agriculture, le tourisme, le bien-être public et les impôts.
Chaque État a une constitution propre (Landesverfassun), qui doit être conforme à la Constitution fédérale. S'il existe des conflits de compétences entre la Fédération et le Land dans la législation, la Cour constitutionnelle est appelée à statuer. La loi fédérale simple n'a pas automatiquement la préséance sur la simple loi d'État.

## Historique
Les Landtage trouvent leur origine dans les assemblées ordinaires réunissant les ordres (les états) des pays de la monarchie de Habsbourg, établis depuis le début des Temps modernes. Landtage existaient dans les terres de la Couronne de l'empire d'Autriche, puis, après le Compromis de 1867, dans les royaumes et pays représentés à la Diète d'Empire au sein de l'Autriche-Hongrie. Dissous par l'empereur François-Joseph Ier à la suite de la révolution autrichienne de 1848, ils ont été restaurés sur la base du Diplôme d'octobre en 1860 et de la Patente de février l'année suivante.
À partir de 1919, les députés des Landtage de la république d'Autriche sont élus par le peuple par scrutin proportionnel. En Carinthie, le parlement n'a pu être élu au complet qu'après le référendum de 1920. Le Landtag de la capitale Vienne, un État fédéré depuis 1920, assume également les fonctions du conseil municipal.

## Les différents Landtage
| Land           | Nom                          | Siège                    | Mandat | Députés |
| -------------- | ---------------------------- | ------------------------ | ------ | ------- |
| Basse-Autriche | Landtag                      | (Landhaus, Sankt Pölten) | 5 ans  | 56      |
| Burgenland     | Landtag                      | (Landhaus, Eisenstadt)   | 5 ans  | 36      |
| Carinthie      | Landtag                      | (Landhaus, Klagenfurt)   | 5 ans  | 36      |
| Haute-Autriche | Landtag                      | (Landhaus, Linz)         | 5 ans  | 56      |
| Salzbourg      | Landtag                      | (Chiemseehof, Salzbourg) | 5 ans  | 36      |
| Styrie         | Landtag                      | (Landhaus, Graz)         | 5 ans  | 48      |
| Tyrol          | Landtag                      | (Landhaus, Innsbruck)    | 5 ans  | 36      |
| Vienne         | Conseil municipal et Landtag | (Rathaus, Vienne)        | 5 ans  | 100     |
| Vorarlberg     | Landtag                      | (Landhaus, Brégence)     | 5 ans  | 36      |